# خطة مازنجر (فلم)
خطة مازنجر هو فيلم كوميدي مصري من إخراج رامي رزق الله وبطولة ياسمين رئيس، حمدي الميرغني، محمود حافظ، بيومي فؤاد، أوس أوس وسماء إبراهيم، صدر الفيلم في 25 أغسطس عام 2022.

## نبذه
يتناول الفيلم قصة الشاب ماهر الذي يهوى تصوير الأفلام، ويقرر مع مجموعة من أصدقائه خطف طفل، وطلب فدية، ويتخفى ماهر في زي مازنجر أثناء تنفيذه عملية الخطف.